# Tharangambadi

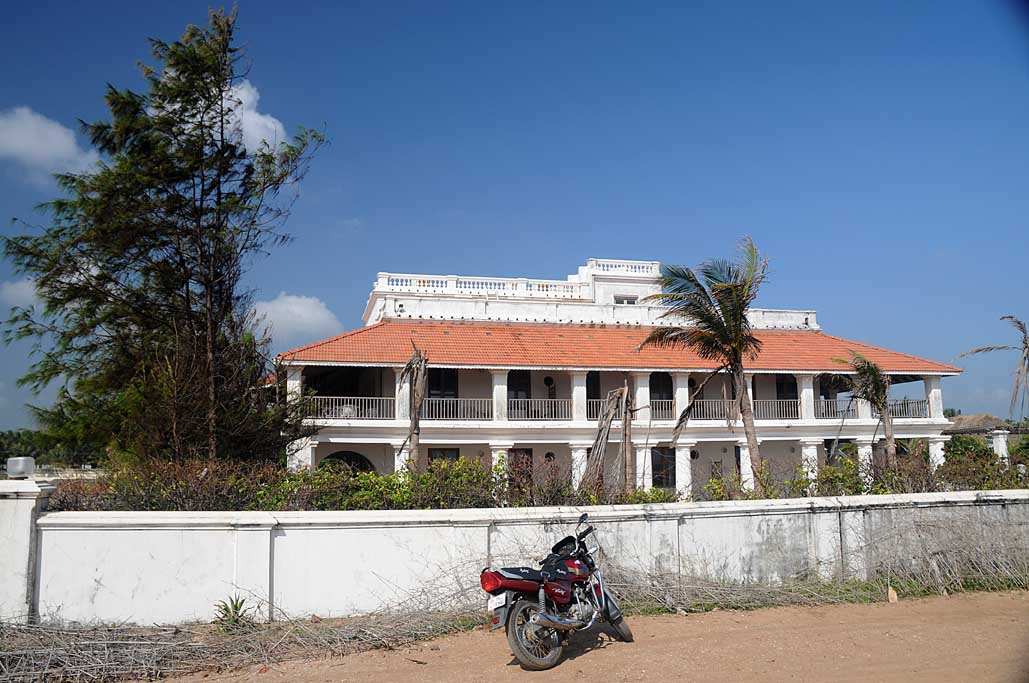
Playa, Neemrana Hotel, Tranquebar, Tamil Nadu.

Tharangambadi (anteriormente Tranquebar) es un pueblo panchayat en el distrito de Nagapattinam en el estado indio de  Tamil Nadu, 15 km al norte de Karaikal, cerca de la boca de un distributario del río Kaveri. Tharangambadi es la sede del  taluk de Tharangambadi. El nombre significa "sitio de las olas cantarinas". Entre 1620 a 1845 fue una colonia danesa, y en danés todavía se lo designa como Trankebar.

## Geografía
Tharangambadi se encuentra ubicado en  11°1′44.55″N 79°51′2.34″E / 11.0290417, 79.8506500, a orillas del Océano Índico, en el subcontinente indio.

## Historia
La referencia más antigua a Tarangampadi se encuentra en una inscripción del siglo XIV, que menciona el sitio con el nombre de Sadanganpade. Tranquebar fue fundado por la Compañía danesa de las Indias Orientales en 1620, cuando se funda un puesto comercial y el capitán danés Ove Gjedde  construye un fuerte, denominado fuerte Dansborg. Este fuerte fue la residencia y sede del gobernador y otros oficiales durante los próximos 150 años. En la actualidad es un museo que posee una colección de objetos de la época colonial.

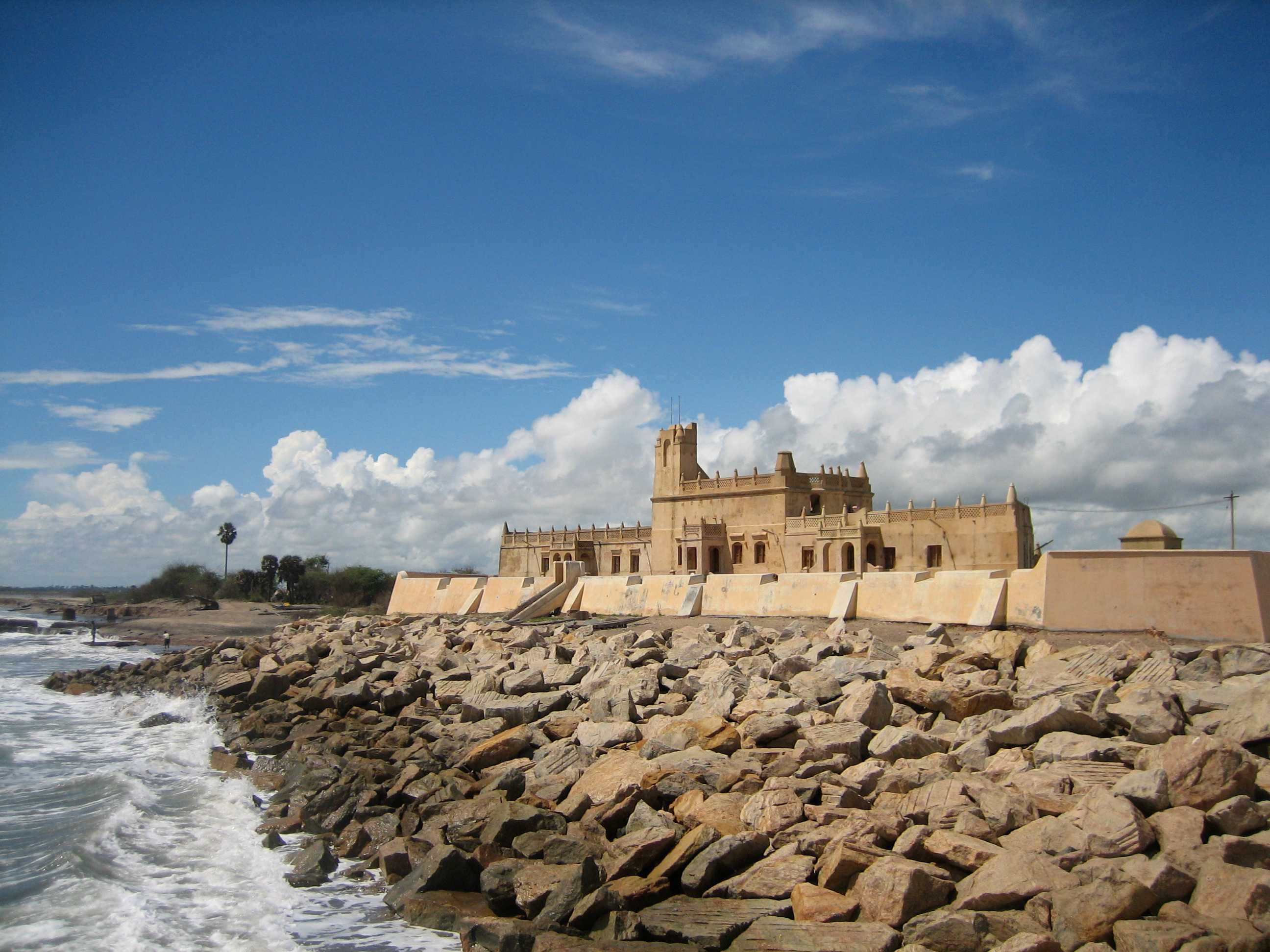
Fuerte Dansborg en Tharangambadi, construido por el almirante danés, Ove Gjedde.

Entre los primeros misioneros protestantes que desembarcaron en la India había dos luteranos de Alemania, Bartholomäus Ziegenbalg y Heinrich Pluetschau, quienes comenzaron a trabajar en 1705 en el asentamiento danés de Tranquebar. Ellos tradujeron la Biblia al idioma tamil local, y posteriormente al indostani. También trajeron una imprenta, la cual en sus primeros cien años de operación había impreso 300 libros en Tamil. Inicialmente no tuvieron mucho éxito en su labor pastoral, pero gradualmente la misión se expandió hasta Madras, Cuddalore y Tanjore. En la actualidad el obispo de Tranquebar es el título oficial de un obispo de la Iglesia Evangélica Luterana Tamil fundada en 1919 en el sur de India mediante el acuerdo de la Misión Leipzig luterana de Alemania y la misión de la Iglesia de Suecia. La base del Obispo, la catedral y la casa religiosa ("Tranquebar House") se encuentran en Tiruchirappalli.
Los misioneros Moravos Brethren de Herrnhut, Sajonia fundaron el Jardín de Brethren en Porayar cerca de Tranquebar y lo han operado como un centro misionero. El sacerdote italiano Constanzo Beschi, que trabajó en la colonia desde 1711 hasta 1740, tuvo varios conflictos con los pioneros luteranos en Tranquebar, contra los que escribió varias obras polémicas.
En febrero de 1808, coincidentemente con las guerras napoleónicas en Europa, los británicos tomaron control de Tranquebar, pero fue devuelto a Dinamarca por el Tratado de Kiel en 1814. En 1845 fue vendido a los británicos junto con otros asentamientos daneses en la India (Serampore e islas Nicobar). En aquella época Tranquebar todavía era un puerto con gran actividad, pero pierde su importancia cuando se inaugura un ferrocarril a Nagapattinam.